# 山田乳業
山田乳業株式会社（やまだにゅうぎょう）は、宮城県白石市に本社を置く乳製品メーカー。

## 沿革
- 1884年 - 初代山田俊吉が宮城県刈田郡白石町新町（にいまち、現在の宮城県白石市西益岡町）に酪農業「山田養生舎」を開業。宮城県刈田郡白石町短ヶ町（みじかまち、現在の宮城県白石市城北町）付近で牛を飼い、現在の山田乳業付近も牧場だった。
- 1908年 - 2代目山田俊蔵を経て、3代目山田幸八が現在地（宮城県刈田郡白石町半沢屋敷前[1]）に移転開業。
- 1954年 - 牛乳の製造がきっかけで、本格的な牛乳販売店として「山田牛乳合資会社」を設立。代表社員に山田幸八、山田實が就任し、山田養生舎の業務一切を引き継ぐ。
- 1963年 - 組織を変更して、「山田乳業株式会社」となる。代表取締役に4代目山田實が就任し、山田牛乳合資会社の業務一切を引き継ぐ。
- 1971年 - 牧場部門を分離。「有限会社山田蔵王高原牧場」を設立。代表取締役に山田實が就任。
- 1975年 - 仙台市に営業本部並びに仙台営業所を開設。
- 1995年 - 「有限会社フロム蔵王」を設立。
- 1996年 - 代表取締役社長に5代目山田泰が就任。

## 所在地
本社工場
〒989-0259 宮城県白石市字半沢屋敷前155番地
営業本部
〒982-0003 宮城県仙台市太白区郡山8丁目5番25号
フロム蔵王アイランド
〒989-0731 宮城県白石市福岡深谷字二ノ萱

## 商品
- 山田乳業製品
  - 山田フレンドヨーグルト
- フロム蔵王製品
- フロム蔵王アイスクリーム
- フロム蔵王スイーツ
- 業務用アイスクリーム